# Zalesie (Biała Piska)
Zalesie (deutsch Salleschen, 1938 bis 1945 Offenau (Ostpr.)) ist ein Dorf in der polnischen Woiwodschaft Ermland-Masuren, das zur Gmina Biała Piska (Stadt- und Landgemeinde Bialla, 1938 bis 1945 Gehlenburg) im Powiat Piski (Kreis Johannisburg) gehört.

## Geographische Lage
Zalesie liegt im südlichen Osten der Woiwodschaft Ermland-Masuren, 24 Kilometer nordöstlich der Kreisstadt Pisz (deutsch Johannisburg).

## Geschichte
Der Ort Zalesshenn, um 1540 Salesch, um 1579 Saleschenn, nach 1785 Szalleschen, nach 1818 Saleschen und bis 1938 Salleschen, wurde 1472 durch den Deutschen Ritterorden als Freigut mit 30 Hufen zu magdeburgischem Recht gegründet. Die Ortsstelle war vorher schon besiedelt und hieß um 1449 Yenitzen.
Der Ort gehörte zum Kreis Johannisburg im Regierungsbezirk Gumbinnen (ab 1905: Regierungsbezirk Allenstein) in der preußischen Provinz Ostpreußen. Von 1874 bis 1945 war Salleschen in den Amtsbezirk Drygallen (ab 1938 „Amtsbezirk Drigelsdorf“) eingegliedert.
358 waren 1910 in Salleschen gemeldet, 1933 waren es bereits 431. 
Aufgrund der Bestimmungen des Versailler Vertrags stimmte die Bevölkerung im Abstimmungsgebiet Allenstein, zu dem Salleschen gehörte, am 11. Juli 1920 über die weitere staatliche Zugehörigkeit zu Ostpreußen (und damit zu Deutschland) oder den Anschluss an Polen ab. In Salleschen stimmten 240 Einwohner für den Verbleib bei Ostpreußen, auf Polen entfielen keine Stimmen.
Am 3. Juni (amtlich bestätigt am 16. Juli) 1938 wurde Salleschen aus politisch-ideologischen Gründen der Abwehr fremdländisch klingender Ortsnamen in „Offenau (Ostpr.)“ umbenannt. Die Einwohnerzahl belief sich 1939 auf 372.
In Kriegsfolge wurde das Dorf 1945 mit dem gesamten südlichen Ostpreußen an Polen überstellt und erhielt die polnische Namensform „Zalesie“. Heute ist es Sitz eines Schulzenamtes und als solches eine Ortschaft im Verbund der Stadt- und Landgemeinde Biała Piska (Bialla, 1938 bis 1945 Gehlenburg) im Powiat Piski (Kreis Johannisburg), bis 1998 der Woiwodschaft Suwałki, seither der Woiwodschaft Ermland-Masuren zugehörig. Die Zahl der Einwohner belief sich im Jahre 2011 auf 152.

## Religionen
Bis 1945 war Salleschen in die evangelische Kirche Drygallen in der Kirchenprovinz Ostpreußen der Kirche der Altpreußischen Union sowie in die römisch-katholische Kirche Johannisburg im Bistum Ermland eingepfarrt. 
Heute gehört Zalesie katholischerseits zur Pfarrei Drygały im Bistum Ełk der Römisch-katholischen Kirche in Polen, während die evangelischen Einwohner sich zur Kirchengemeinde in Biała Piska halten, einer Filialgemeinde der Pfarrei Pisz in der Diözese Masuren der Evangelisch-Augsburgischen Kirche in Polen.

## Schule
Salleschen wurde im Jahre 1745 ein Schulort.

## Verkehr
Zalesie liegt östlich der Woiwodschaftsstraße 667 und ist von Drygały (Drygallen, 1938 bis 1945 Drigelsdorf) aus auf direktem Wege zu erreichen. Drygały ist auch die nächste Bahnstation und liegt an der Bahnstrecke Olsztyn–Ełk.